# Райналд Гьоц
Райналд Гьоц (на немски: Rainald Goetz) е немски писател, автор на романи, разкази и пиеси.

## Биография и творчество
Райналд Гьоц израства в Мюнхен. Полага матура и следва история, театрознание и медицина в Мюнхен и Париж.
Завършва с два доктората – по история и медицина. Първия – след слушане на лекции в Сорбоната през 1977 г. - с дисертация по стара история върху „Приятели и врагове на кайзер Домициан“. Възникването на тази дисертация Гьоц описва по-късно в романа си „Под контрол“ („Kontrolliert“) (1988).
Втория докторат завършва през 1982 г. с труд „Една тема в младежката психиатрия“.
През 1976 г. Гьоц започва да пише за „Зюддойче Цайтунг“. Отначало сътрудничи с реценции за детски и юношески книги. През 1977 г. излиза тричастната му поредица от статии под заглавие „Из дневника на един студент по медицина“. През 1978 г. идва първата публикация в престижното литературно списание „Курсбух“ под заглавие „Той прокарва своя път“. Тук Гьоц описва протичането на следването си и своята социална изолация.
Към темите, които писателят разработва литературно, спадат „Германската есен“ (времето на политическите сблъсъци във ФРГ през есента на 1977 г., белязани от атаките на терористичната организация „Червени бригади“), собственият му опит от работата му в психиатрията и движението „Техно“ от 90-те години в Германия.
Още след първите му литературни публикации Райналд Гьоц е смятан за „хронист на съвремието“ в немската литература.

## Награди и отличия
- 1983: „Кранихщайнска литературна награда“
- 1988: „Мюлхаймска награда за драматургия“
- 1991: „Награда Хайнрих Бьол“
- 1993: „Мюлхаймска награда за драматургия“
- 1999: „Награда Елзе Ласкер-Шюлер за драматургия“
- 2000: „Мюлхаймска награда за драматургия“
- 2000: „Награда Вилхелм Раабе (2000)“
- 2012: „Берлинска литературна награда“[3]
- 2013: „Възпоменателна награда Шилер“
- 2013: „Награда Марилуизе Флайсер“
- 2015: „Награда Георг Бюхнер“
- 2018: „Федерален орден за заслуги“[4]